# Kijevo (Sanski Most)
Kijevo falu Bosznia-Hercegovinában, a Bosznia-hercegovinai Föderáció Una-Szanai kantonjában, Sanski Most községben.

## Fekvése
Bosznia-Hercegovina északnyugati részén, Bihácstól légvonalban 68, közúton 93 km-re keletre, Sanski Most központjától légvonalban 6, közúton 10 km-re délkeletre fekvő részben sík, részben hegyes területen, a Drozgača és a Kijevska Rijeka nevű patakok völgyében fekszik. A Kijevska Rijeka a Tramošnjica-patak és a Gluvač-patak összefolyásából keletkezik Kijevo község területén a Glavicától északkeletre, keresztülfolyik Kijevón, majd Lužana és Tornina falvak között ömlik a Szanába.

## Népessége
| Nemzetiségi csoport | Népesség 1991 | Népesség 2013 |
| ------------------- | ------------- | ------------- |
| Szerb               | 194           | 3             |
| Bosnyák             | 765           | 658           |
| Horvát              | 138           | 13            |
| Jugoszláv           | 6             | 0             |
| Egyéb               | 15            | 8             |
| Összesen            | 1118          | 682           |

## Története
Kijevo területe már az őskor óta lakott. Határában a Tominai-mező felett emelkedő magaslaton vaskori erődítmény maradványai találhatók, amelyet a római korban, a 4. és 6. század között is használtak.
A mai Kijevo falu területén feküdt a középkorban Kievac vára, melyet István Tamás bosnyák király 1446-os oklevelében Szana megye váraként említ, majd néhány más faluval együtt Glaž megyének adományozta.
Maradványai a Kijevska patakba ömlő Jezerinac patak környékén vannak két, egymástól 300 méter távolságra eső kisebb vár (Veliki Gradac és Mali Gradac) maradványai. Átfogó kutatás nélkül lehetetlen megállapítani, hol volt Kievac középkori vára, Veliki vagy Mali Gradacnak felelt-e meg. Boszniát 1463-ban megszállta az Oszmán Birodalom, Kijevo pedig a Kamengradi náhije része lett.
Kijevo (Vraž Potok) falu 1540-től került be a Boszniai szandzsák defterébe, amely ekkor már a Szanai náhijéhez tartozik. A defter négy háztartást sorol fel a településen: Vukosav, Radoslav fia, Radoslav, Radica fia, Radin, Radivoje fia, és Ratko, Petar fia. Ezek az információk Kijevo falu négy háztartásáról azt jelzik, hogy a falut a helyi lakosság fenntartotta fenn azután is, hogy az oszmánok meghódították őket és évszázadokon át, egészen napjainkig fennmaradt.
Kijevo falunak 1879-ben az első osztrák-magyar népszámlálás során 486 lakosa volt, közülük 311 muzulmán bosnyák, 84 ortodox szerb és 91 katolikus horvát. a muszlimok a tominai gyülekezethez tartoztak. Kijevo falu ekkor Kijevo Polje, Kijevo Srpsko, Kijevo Tursko és Riječani településekből állt. 1910-ben már 839 lakosa volt. A falu iskolája 1933-ban nyílt meg. 1941-ben is vegyesen, muszlimok, szerbek és horvátok lakták.

### A kijevói ütközet
1941. május 6. és 8. között nagy összecsapások voltak itt a horvát usztasa csapatok, a német megszállók és a szerb felkelők között. Az események kezdetén május 4-én usztasák egy csoportja érkezett Srpsko Kijevóba, bementek Veljko Stojanović kereskedő házába, megzsarolták és elvitték, amit akartak. Május ötödikén, az első májusi piacnapon (hétfőn)  Sanski Mostban szokás szerint sok paraszt érkezett a városba. Az usztasa hadsereg járőre Novak Radić fogadójánál letartóztatta Rajko Stojanovićot, az előző nap zaklatott Veljko Stojanović testvérét. Miután megtalálták Rajkó fegyverét, a csendőrlaktanyába vitték és börtönbe zárták, de már az előállítás során bántalmazták. Azon a napon, akárcsak az előző napokon, az usztasák és a csendőrök elvették az emberekről a katonai felszereléseket. Május 6-án ismét usztasák érkeztek Kijevóba és bántalmazták a házakban és a ház körül elfogott parasztokat. Amikor a járőr Marko Kondić házához érkezett és bántalmazni kezdték a család tagjait, a közeli házakból puskatüzet zúdítottak rá. Az usztasák a letartóztatott Kondićot magukkal hurcolva elmenekültek. A harc hírére sokan érkeztek a szomszédos falvakból fegyvereket hozva magukkal. Volt köztük karabély, de kinek vadászpuska, kinek csak katonai tőr vagy kés, fejsze, vagy karó jutott. Ez idő alatt Sanski Most usztasái sürgősségi segítséget kértek Prijedortól. Este nyolckor 5 rendőr és 15 usztasa érkezett erősítésként egy rendőr parancsnoksága alatt. A csapat éjfélkor érkezett Kijevóba, de hajnalig visszavonultak. Május 7-én azonban már több száz felkelő gyűlt össze úgy megerősödve, hogy egy nehézgéppuskával, egy géppuskával és több tucat különböző puskával álltak szemben az usztasákkal. Május 7-én reggel 6 órakor a korábban elfogott Rajko Stojanovićot Sanski Mostban, kínzás után bosszúból a csendőrlaktanya előtt lelőtték. Amikor az usztasák látták, hogy a felkelőkkel nem boldogulnak, Banja Lukában a német 132. ezred főhadiszállásához fordultak azzal a kéréssel, hogy küldje csapatait Sanski Mostba, mivel az ottani lakosságot a „szerb hadsereg” és a „csetnikek” fenyegetik. Erre 2 tisztből és 40 katonából álló német különítmény érkezett teherautóval. A harcok este 9 óráig tartottak, és az erős ellenállás miatt a németek és az usztasák visszavonultak és újabb erősítést kértek. Ez a megerősített német zászlóalj május 8-án reggel 6 órakor érkezett meg Sanski Mostba és rögtön támadásba lendült. Két-három órás harc után végül a túlerő visszavonulásra kényszerítette a parasztokat, akik rendezetlenül hátráltak. A németek reggel 8 órától délelőtt 11 óráig 38 tüzérségi lövedéket lőttek ki, délután 4 órakor pedig felgyújtották az útjukba eső összes szerb házat. A lázadó parasztok a fegyvereket és lőszert a bokrokba dobálták, így egyiküket sem fogták el fegyverrel. Délutánig a németek 300 foglyot gyűjtöttek, a többiek pedig a szomszédos falvakba menekültek.

## Nevezetességei
- Crkvina – a falu középkori templomának és temetőjének maradványai. A lelőhely a Mala Grada lábánál, a Velika Gradára vezető út mellett található. A templom alapfalai 25x25 méteres nagyságú területen fekszenek, viszonylag jó állapotban maradtak fenn. Területén a múltban egy arany keresztet találtak. A templom körül találhatók a régi temető maradványai.[5]

- Grad – késő ókori erődítmény maradványai. A lelőhely a Tominai-mező felett 311 méteres magasságban emelkedő hosszúkás dombom található. A magaslatot három oldaról meredek lejtők védik, míg az északi oldalon a domb többi részétől egy mély nyereg választja el. A kötőanyag nélkül rakott védőfalak az északi és az északkeleti oldalon maradtak fenn. A legmagasabb ponton egy 10-15 méteres átmérőjű, mészhabarccsal rakott bástya található. Területén sok vaskori és késő ókori cseréptöredék és vastárgy került elő.[5]

- Veliki Gradac és Mali Gradac középkori várai 300 méterre egymástól álltak. Veliki Gradac északon, Mali Gradac pedig a Jezerinac-pataktól délre található, a falutól mintegy 1300-1600 méterrel délre. Đ. Mazalić úgy véli, hogy ezek közül a várak közül az egyik volt Kijevac középkori vára, amelyet István Tamás király oklevele említ 1446-ból. Pontos elhelyezkedésüket Kijevo falu kataszterében jelölik meg.[4]